# معاملة المثليين في باربادوس
قد يواجه الأشخاص من المثليين والمثليات ومزدوجي التوجه الجنسي والمتحولين جنسياً (اختصاراً: LGBT) في باربادوس تحديات قانونية لا يواجهها غيرهم من المغايرين جنسيا. يعتبر النشاط الجنسي المثلي (بصرف النظر عما إذا كانت بالتراضي وعلى انفراد) جريمة جنائية بعقوبة تصل للسجن المؤبد في بربادوس؛ ومع ذلك، نادرا ما يتم تطبيق القانون. القانون مفعل حاليا، ولكنه قيد المراجعة وتقنين النشاط الجنسي المثلي في الانتظار. في يونيو 2016، قال المدعي العام أدرييل براتوايت إنه يجب «ترك المثليين بشأنهم» وحمايتهم في أعين القانون.
في أغسطس 2016، ألغت المحكمة العليا في بليز تجريم اللواط في بليز باعتباره غير دستوري. لأن بليز وبربادوس (وجميع الدول الأعضاء في الجماعة الكاريبية) تشتركان في فقه قضائي مماثل، فإن تجريم السدومية في بربادوس غير دستوري أيضًا. ومع ذلك، خلافًا لبليز، يحتوي دستور بربادوس على «بند حماية»، يحمي القوانين التي ورثتها الإمبراطورية البريطانية السابقة من المراجعة الدستورية، حتى لو كانت هذه القوانين تتعارض مع الحقوق الإنسانية والدستورية الأساسية.
بسبب قلة عدد السكان في بربادوس، يختار العديد من مجتمع المثليين عدم إعلان أنفسهم خوفًا من أن يعرضهم الخروج للخطر في البلاد بأكملها.

## قانونية النشاط الجنسي المثلي

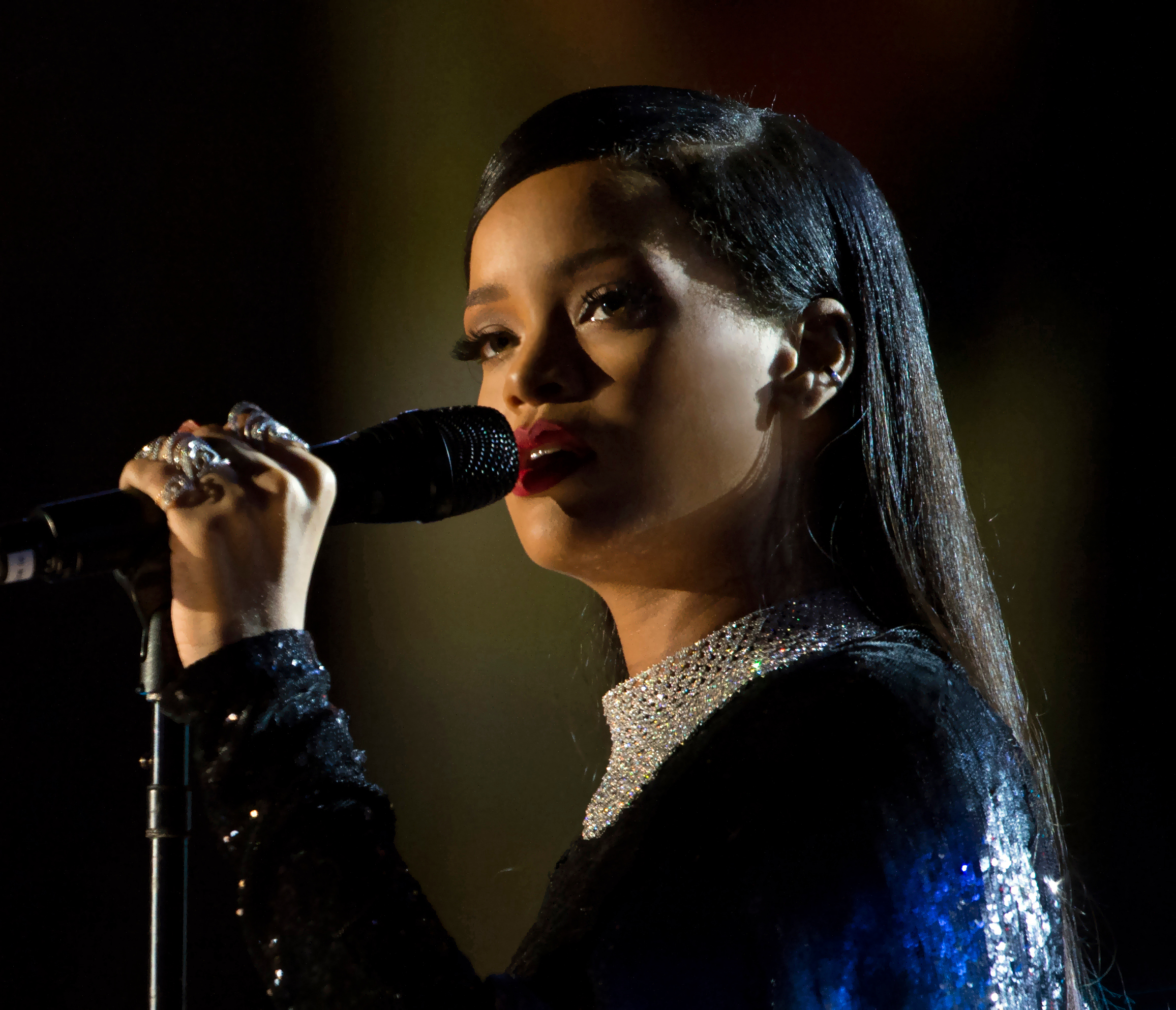
غالبًا ما أعربت المغنية البربادية ريانا، المشهورة في الجزيرة، عن دعمها لحقوق المثليين.

يتم تجريم كل من الجنس الشرجي المثلي والمغاير، وممارسة الجنس الفموي (الجنس من الدبر أو السدومية) في بربادوس. يجرم الفصل 154 من المادة 9 من قانون الجرائم الجنسية الجنس من الدبر، بغض النظر عما إذا كان الفعل قد تم على انفراد وبتوافق. العقوبة هي السجن المؤبد. ولكن نادرا ما يتم تطبيق القانون.
في عام 2018، نشرت منظمة هيومن رايتس ووتش تقريراً بعنوان: «يجب أن أغادر لكي أكون أنا: القوانين التمييزية ضد المثليين في شرق الكاريبي». دعت المنظمة بربادوس إلى إلغاء المادة 9 وحثت الحكومة على تهيئة بيئة آمنة لجميع سكان بربادوس. حذر وزير حكومي فيما بعد من أن القوى الخارجية تحاول فرض زواج المثليين على البلاد. ووصفت هيومن رايتس ووتش رد الوزير بأنه «خدعة سياسية رخيصة»، لأن تقريرهم لا يذكر زواج المثليين على الإطلاق، ويركز بدلاً من ذلك على التمييز والمضايقات التي يواجهها مجتمع المثليين في بربادوس.
في أغسطس 2016 وأبريل 2018، قضت المحكمة العليا في بليز والمحكمة العليا في ترينيداد وتوباغو، على التوالي، بأن القوانين التي تجرم المثلية الجنسية غير دستورية. تم الترحيب بهذه الأحكام من قبل نشطاء المثليين في باربادوس، الذين يأملون في إلغاء قوانين يلدهم أيضًا. ومع ذلك، يحتوي دستور بربادوس على «بند الحماية»، الذي يحمي القوانين التي ورثتها الإمبراطورية البريطانية السابقة من المراجعة الدستورية، حتى لو كانت هذه القوانين تتعارض مع الحقوق الإنسانية والدستورية الأساسية، مما يجعل أي تحد قانوني لقانون التنصت صعبًا. لهذا، رفع نشطاء بربادوس المثليين دعوى أمام المحاكم الدولية بدلاً من ذلك. في يونيو 2018، وبمساعدة مجموعات حقوق الإنسان الكندية، رفعوا دعوى أمام لجنة الدول الأمريكية لحقوق الإنسان للطعن في الفصل 154، القسم 9 من قانون الجرائم الجنسية.
صرح أسقف بربادوس الأنغليكاني، وكذلك الكنيسة الكاثوليكية، بمعارضتهم لقانون الجنس من الدبر، قائلين إنه بينما يعارضون معنويا المثلية الجنسية، يجب على الحكومات احترام حقوق جميع الأشخاص، بمن فيهم مجتمع المثليين. ومن ناحية أخرى، فإن بعض الجماعات الأصولية والمتطرفة والمتعصبة الدينية قد هاجموا نشطاء المثليين والأشخاص من مجتمع المثليين على نطاق أوسع. وتشمل هذه «كنيسة العهد الجديد»، التي أدلت بتصريحات غير صحيحة واقعيا وغير علمية بشأن التوجه الجنسي، مدعية أنه يتم اختيار المغايرة الجنسية، المثلية الجنسية وازدواجية التوجه الجنسي، وقد جادلوا بأن التمييز ضد المثليين يجب تشجيعه، وفي نفس الوقت لعبوا دور الضحية.

## الاعتراف القانوني بالعلاقات المثلية
لا يوجد اعتراف بالاتحادات المثلية في بربادوس. في يونيو/حزيران 2016، قال النائب العام أدرييل براتوايت إن حكومة بربادوس لن تغير القانون للسماح بزواج المثليين.

## التبني وتنظيم الأسرة
الشركاء المثليون غير قادرين على التبني القانوني في بربادوس.
بينما لا يحظر أو ينظم القانون صراحة ذلك، يقدم مركز الخصوبة في بربادوس علاجات التلقيح الصناعي والتلقيح الاصطناعي للشريكات المثليات. يعتبر تأجير الأرحام غير قانوني في بربادوس.

## حراك حقوق المثليين في بربادوس
في عام 2013، أسست دنيا بيغوت ورو-آن محمد جمعية المثليون والمثليات وجميع الجنسانيات ضد التمييز في بربادوس كمنظمة لإنشاء آلية تعليمية وفتح حوار عام بطريقة داعمة لمجتمع المثليين في بربادوس.
أقامت بربادوس أول فخر صغير لها في نوفمبر 2017. في يوليو 2018، على الرغم من الخوف من ردود الفعل العنيفة، قام حوالي 120 شخصًا بالمشاركة في أول مسيرة فخر المثليين في ريانا درايف، في العاصمة بريدج تاون.
يُقال أن رئيسة الوزراء ميا موتلي، التي تم انتخابها في مايو 2018، «مؤيدة لحقوق المثليين».

## ظروف الحياة

القوانين المتعلقة بالمثلية الجنسية في جزر الأنتيل الصغرى.
زواج المثليين
الاعتراف بزواج المثليين المنعقد في الخارج فقط، دون الاعتراف بعقده في الداخل
شكل آخر من أشكال الاعتراف القانوني
لا اعتراف، أو غير معروف
المثلية الجنسية غير قانونية، لكن القانون لايتم تطبيقه
المثلية الجنسية غير قانونية

### طلب اللجوء
في عام 2011، قالت حكومة بربادوس إنها تحقق في مزاعم بأن بعض البرباديين المثليين كانوا يسعون للحصول على وضع اللاجئ في كندا. في عام 2016، وفقا لما ذكرته صحيفة غويانا أن أكثر من 300 من المثليين والمثليات ومزدوجي التوجه الجنسي والمتحولين جنسيا، في بربادوس طلبوا اللجوء في كندا، المملكة المتحدة والولايات المتحدة لأنهم يخشون الاضطهاد في بلدهم. أعربت وزيرة الشؤون الخارجية الباربدية، ماكسين ماكلين، عن قلق الحكومة إزاء هذه الطلبات التي تحاول الحصول على صفة اللاجئ في كندا، حيث تم بالفعل رفض طلبين من الطلبات التسعة المقدمة إلى الحكومة الكندية وأثيرت أسئلة حول ما إذا كان محاولة لإساءة استخدام نظام اللاجئين إلى كندا.
صرحت منظمة المثليون والمثليات المتحدون ضد الإيدز بربادوس بأنها تتطلع أيضًا إلى إجراء تحقيقها الخاص بشأن نفس المزاعم.
علق سفير بربادوس إلى الولايات المتحدة لاحقًا للصحافة المحلية بأن بعض الدول الأخرى في المنطقة كانت من بين أكبر عدد من طلبات اللجوء إلى الولايات المتحدة، لكنه تابع أن السفارة الأمريكية في بريدج تاون لم تبلغ عن أي معلومات محددة بعد. مشاكل داخل بربادوس إلى وزارة الخارجية الأمريكية. وأبرز السفير أن قوانين السدومية كانت جزءًا من القانون الأساسي لبربادوس وأنه ربما يتعين على حكومة بربادوس النظر في إلغاء تلك القوانين للحفاظ على صورة بربادوس الجيدة دولياً.

### العلاقات الدولية
في عام 2011، صرح رئيس وزراء المملكة المتحدة ديفيد كاميرون خلال اجتماع رؤساء حكومات دول الكومنولث في أستراليا أن حكومته ستجد صعوبة في توفير المساعدات للبلدان التي لا تزال لديها قوانين تحظر السدومية على قوانينها الأساسية. بعد ذلك، صرح المدعي العام لبربادوس علنا أن المملكة المتحدة لاتملي على بربادوس. وعقب البيان، ذكر العديد من أعضاء مجتمع المثليين في بربادوس علنا أنه ينبغي على بربادوس أن تبدأ في تقديم عروض سياحية مغلفة للسياح المثليين. ومع ذلك، وجد سطر تعليق غير رسمي صادر عن صحيفة بربادوس نايشن أن هذه الخطة لا تعجب البعض.
بعد تعليق المملكة المتحدة، أنشأت محكمة الدول الأمريكية لحقوق الإنسان وحدة لمعالجة حقوق المثليين. ونوهت بالمشاكل التي عرضتها بعض القوانين في المنطقة وذكرت أنها «ستعزز التنمية المتسقة لجميع مجالات عملها على أساس الترابط وعدم قابلية جميع حقوق الإنسان للتجزئة والحاجة إلى حماية حقوق جميع الأفراد والجماعات التي تعرضت تاريخياً للتمييز».

## الرأي العام
وجدت استطلاعات الرأي الأخيرة التي أجرتها " خدمات الكاريبي للبحوث الإنمائية أن البرباديين أكثر تسامحًا مما كانوا عليه في السنوات السابقة. في استطلاع عام 2016 أجرته خدمات الكاريبي للبحوث الإنمائية، وصف 67% من البرباديين أنفسهم بالتسامح مع مجتمع المثليين. كما عارض 82% التمييز ضد مجتمع المثليين.
في السنوات الأخيرة، ويرجع ذلك جزئيًا إلى التقنين السريع لزواج المثليين في العديد من البلدان بما في ذلك الولايات المتحدة، جاء العديد من الوزراء الإنجيليين الأمريكيين إلى بربادوس. واتهمهم نشطاء حقوق الإنسان بنشر وتشجيع العنف والكراهية. بسبب هؤلاء الوزراء الإنجيليين، أصبح الخطاب المعادي للمثليين في بربادوس أكثر انتشارًا. على سبيل المثال، وصف محاضر جامعي المثلية الجنسية بأنه «غير منطقي»، ادعى العديد من الأطباء عن طريق الخطأ أن الإيدز لا يمكن أن ينتشر عن طريق العلاقات المغايرة، وأن العديد من الزعماء الدينيين خلطوا جهلا المثلية الجنسية بالتحرش الجنسي بالأطفال.

## ملخص
| قانونية النشاط الجنسي المثلي                                                             | للذكور (العقوبة: السجن المؤبد؛ لا يتم تطبيقه؛ التقنين في الانتظار) |
| المساواة في السن القانوني للنشاط الجنسي                                                  | /                                                                  |
| قوانين مكافحة التمييز في التوظيف                                                         | No                                                                 |
| قوانين مكافحة التمييز في توفير السلع والخدمات                                            | No                                                                 |
| قوانين مكافحة التمييز في جميع المجالات الأخرى (تتضمن التمييز غير المباشر، خطاب الكراهية) | No                                                                 |
| قوانين مكافحة أشكال التمييز المعنية بالهوية الجندرية                                     | No                                                                 |
| زواج المثليين                                                                            | No                                                                 |
| الاعتراف القانوني بالعلاقات المثلية                                                      | No                                                                 |
| السماح بالتبني للشخص العازب بغض النظر عن التوجه الجنسي                                   | No                                                                 |
| تبني أحد الشريكين للطفل البيولوجي للشريك الآخر                                           | No                                                                 |
| التبني المشترك للأزواج المثليين                                                          | No                                                                 |
| يسمح للمثليين والمثليات الخدمة علناً في القوات المسلحة                                    | ليس لديها جيش                                                      |
| الحق بتغيير الجنس القانوني                                                               | No                                                                 |
| علاج التحويل محظور على القاصرين                                                          | No                                                                 |
| الحصول على أطفال أنابيب للمثليات                                                         | Yes                                                                |
| الأمومة التلقائية للطفل بعد الولادة                                                      | No                                                                 |
| تأجير الأرحام التجاري للأزواج المثليين من الذكور                                         | No                                                                 |
| السماح للرجال الذين مارسوا الجنس الشرجي التبرع بالدم                                     | No                                                                 |